# Луїс Мескіта де Олівейра
Луїс Мескіта де Олівейра, або Луїзінью (порт. Luís Mesquita de Oliveira "Luisinho", 29 березня 1911, Ріо-де-Жанейро — 27 грудня 1983,  	Сан-Паулу) — бразильський футболіст, що грав на позиції нападника, зокрема, за клуб «Сан-Паулу», а також національну збірну Бразилії.
Семиразовий переможець Ліги Пауліста. 

## Клубна кар'єра
У футболі дебютував 1928 року виступами за команду клубу «Англо-Бразілейро», в якій провів один сезон. 
Згодом з 1929 по 1940 рік грав у складі команд клубів «Паулістано», «Сан-Паулу», «Естудіантес Пауліста» та «Палестра-Італія».
1941 року повернувся до клубу «Сан-Паулу», за який відіграв 5 сезонів.  Завершив професійну кар'єру футболіста виступами за команду «Сан-Паулу» у 1946 році.

## Виступи за збірну
1934 року дебютував в офіційних матчах у складі національної збірної Бразилії. Протягом кар'єри у національній команді провів у її формі 19 матчів, забивши 5 голів.
У складі збірної був учасником:
чемпіонату світу 1934 року в Італії, де зіграв в єдиному поєдинку команди на турнірі проти збірної Іспанії (1-3),
Чемпіонату Південної Америки 1937 року в Аргентині, де разом з командою здобув «срібло»,
чемпіонату світу 1938 року у Франції, де зіграв з Чехословаччиною (2-1) і Італією (1-2), а команда здобула бронзові нагороди.
Помер 27 грудня 1983 року на 73-му році життя.

## Титули і досягнення

### Командні
- Переможець Ліги Пауліста (7):

«Сан-Паулу»: 1931, 1943, 1945, 1946.
«Палестра-Італія»: 1936, 1940.
«Паулістано»: 1929.
- Бронзовий призер чемпіонату світу: 1938
- Срібний призер Чемпіонату Південної Америки: 1937

### Особисті
- Найкращий бомбардир Ліги Пауліста: 1944 (22)